# Internationella litteraturfestivalen i Berlin

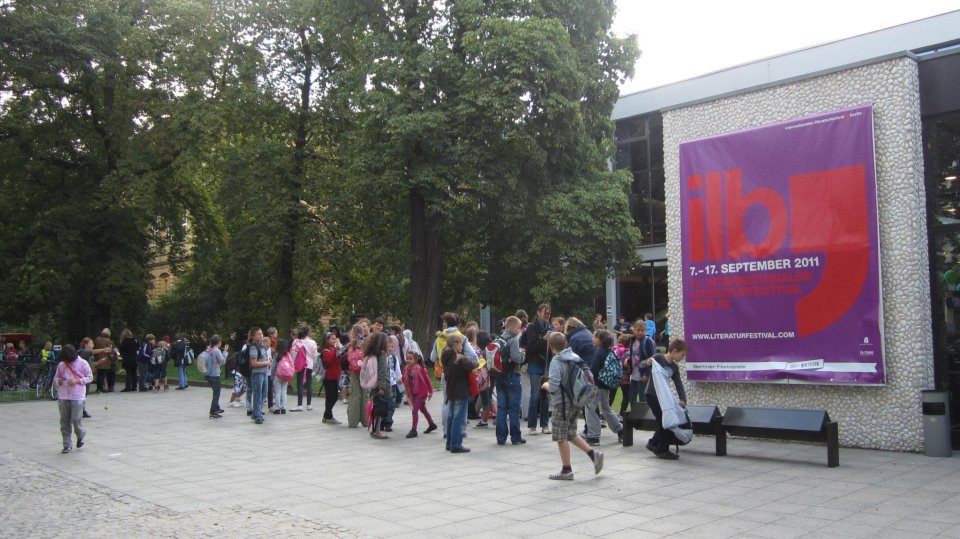
Utanför Haus der Berliner Festspiele under den 11:e internationella litteraturfestivalen i Berlin.

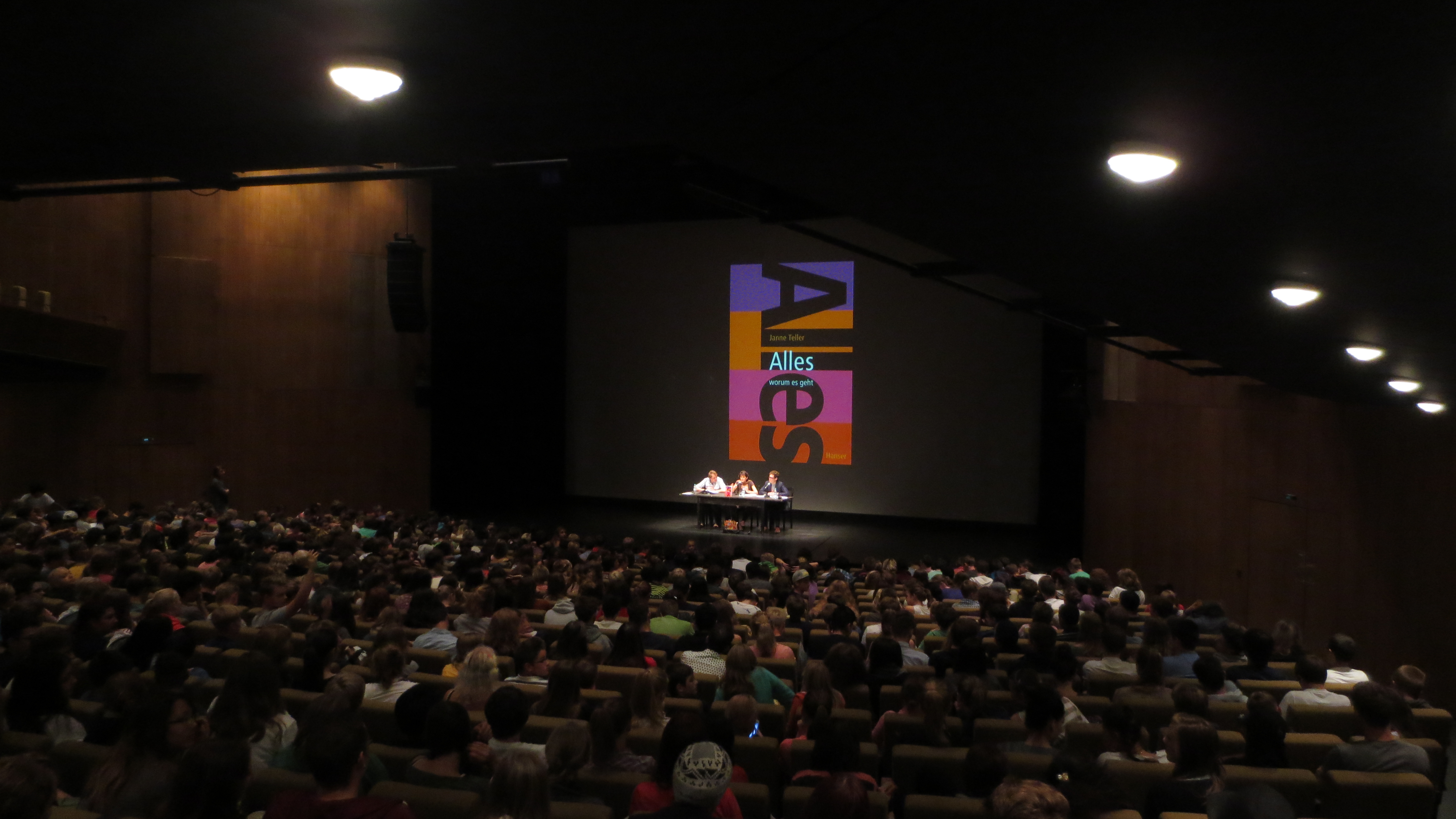
Stora scenen i Haus der Berliner Festspiele under den 13:e internationella litteraturfestivalen i Berlin.

Internationella litteraturfestivalen i Berlin (eget skrivsätt, tyska: internationales literaturfestival berlin, förkortat ilb), hålls varje år i september.

## Festivalen
Festivalen strävar efter att visa upp mångfalden i internationell samtida prosa och lyrik, med tyngdpunkt på att skildra ny litteratur och dess utveckling. Man bjuder in både nyupptäckta och etablerade författare. På programmet finns lyrik, prosa, författardiskussioner, barn- och ungdomslitteratur såväl som filmatiseringar av litteratur. Festivalen har sitt centrum i Haus der Berliner Festspiele, men har sina evenemang utspridda på många olika ställen i Berlin.
Alla författartexter blir lästa på originalspråk, men dessa stycken översätts också till tyska.
För att ge ett exempel på dess omfattning, så deltog på den femtonde upplagan av festivalen (15. ilb) 2015 cirka 200 författare från 50 länder och den hade omkring 32 000 besökare.
Festivalen har ett antal temasektioner:

### Världens litteraturer
Literaturen der Welt

Här presenteras både internationellt etablerade författare och mer okända, nya författare.

### Internationell barn- och ungdomslitteratur
Internationale Kinder- und Jugendliteratur

Författare och illustratörer från hela världen presenterar sina verk i uppläsningar, samtal, skolprojekt och workshops.

### Reflektioner
Reflections

Aktuella politiska, samhälleliga och kulturella teman diskuteras av internationella experter, författare och journalister.

### Minne, tala
Erinnerung, sprich

Här tas kända såväl som misskända och bortglömda författarskap upp i retrospektiv med läsningar och föredrag.

### Special
Specials

Under den här rubriken presenteras projekt inom vissa områden liksom mindre tillställningar. Som exempel kommer följande undersektioner ur 2015 års program:
- Graphic Novel Day - Den grafiska romanens, eller serieromanens dag
- Die Kunst des literarischen Übersetzens - Det litterära översättandets konst
- Zukunftsstadt - Framtidsstad
- Zur Lage des Feminismus - Om feminismens situation
- Literatur & Philosophie: Ästhetiken des Widerstands - Litteratur & filosofi: motståndets estetik

## Organisation
Litteraturfestivalen arrangeras sedan starten 2001 av stiftelsen Peter-Weiss-Stiftung für Kunst und Politik. Stiftelsens ledare Ulrich Schreiber är även grundare av litteraturfestivalen, och fortfarande (2018) dess festivalchef.